# Perezia fosbergii
Perezia fosbergii là một loài thực vật có hoa trong họ Cúc. Loài này được Tovar mô tả khoa học đầu tiên năm 1955.